# Sông Bảo Định

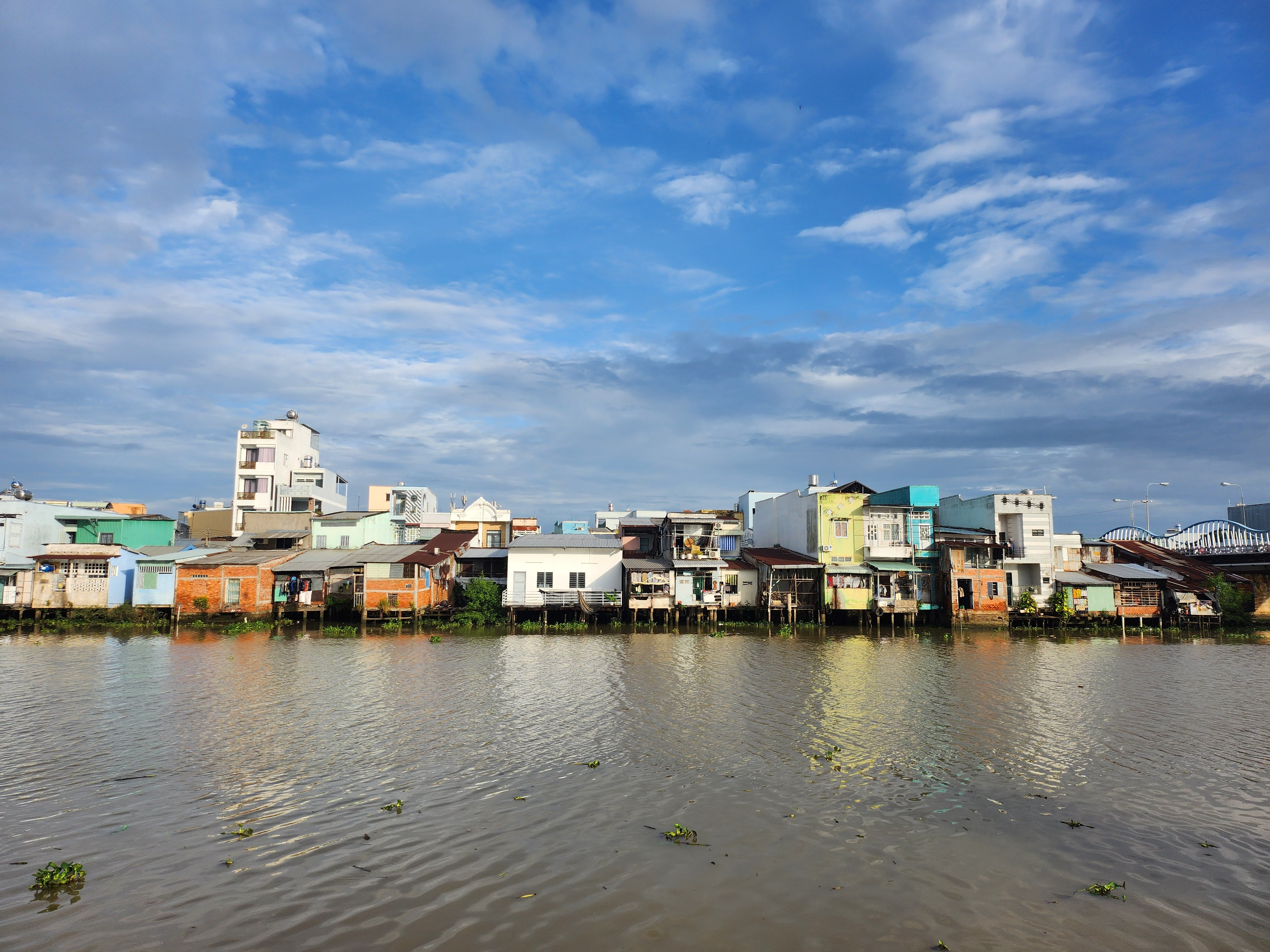
Dãy nhà ven sông Bảo Định ở Phường 1, Thành phố Mỹ Tho.

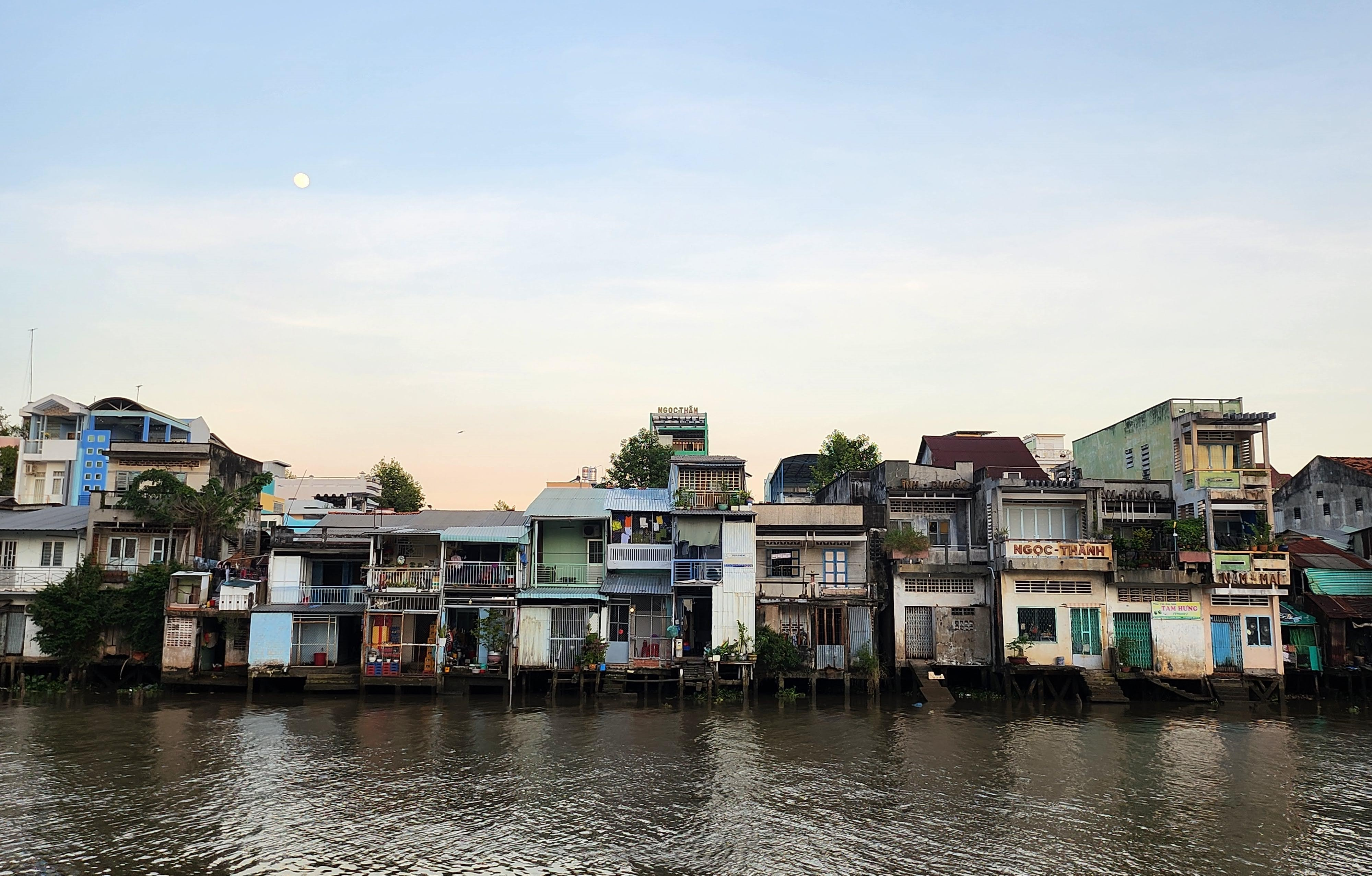
Khu nhà ven sông Bảo Định ở Phường 2, Thành phố Mỹ Tho.

Sông Bảo Định tục gọi là kênh Vũng Gù, là thủy lộ nối liền rạch Vũng Gù với rạch Mỹ Tho thuộc tỉnh Tiền Giang, Việt Nam.
Thời chúa Nguyễn Phúc Chu, sông này chỉ là một con mương đào (hào), đến năm 1819 được vua Gia Long cho nạo vét và nó trở thành con kênh đào đầu tiên ở đồng bằng sông Cửu Long. Thời Pháp thuộc, sông Bảo Định lại là con kênh đầu tiên ở Nam Bộ được dùng phương tiện cơ giới là chiếc xáng múc để nâng cấp dòng chảy.
Kể từ khi hoàn thành, sông Bảo Định luôn giữ một vai trò quan trọng về các mặt: quân sự, thủy lợi, giao thông và cung cấp một phần nước sinh hoạt cho cư dân trong vùng.

## Lịch sử

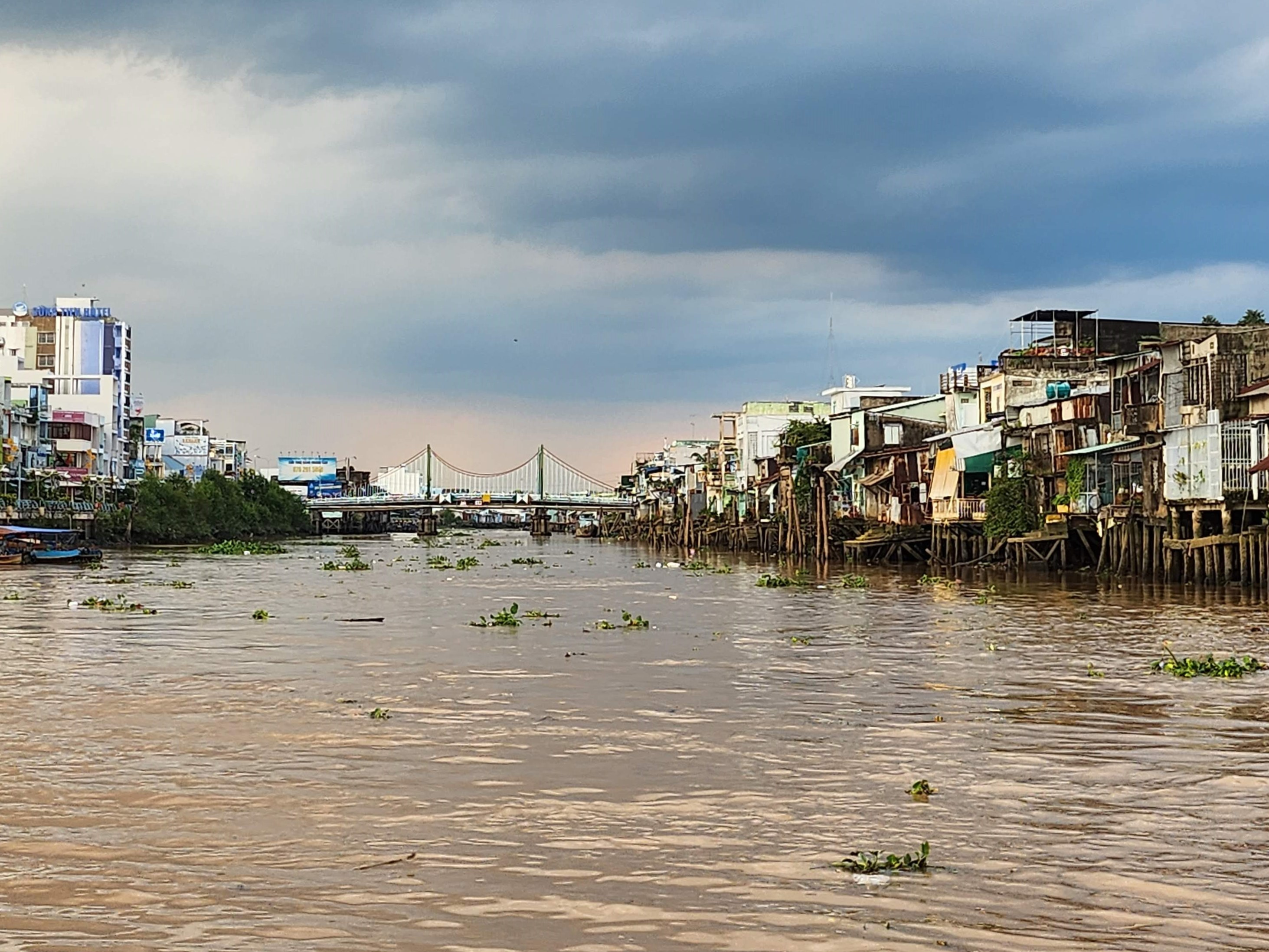
Sông Bảo Định đoạn chảy qua Thành phố Mỹ Tho và chuẩn bị đổ ra sông Mỹ Tho. Phía xa là Cầu Quay.

Trước khi có sông Bảo Định, tại đây đã có rạch Vũng Gù ở về phía Đông Bắc, chảy từ sông Vàm Cỏ Tây đến xóm Thị Cai; và rạch Mỹ Tho ở về phía Nam, chảy từ sông Tiền tới Bến Tranh (vì bán tranh lợp nhà, nay là chợ Lương Phú thuộc xã Lương Hòa Lạc, huyện Chợ Gạo). Khoảng giữa, tức từ xóm Thị Cai đến Bến Tranh thuộc thôn Lương Phú, là ruộng vườn liên tiếp.
Năm Ất Dậu (1705), vâng lệnh chúa Nguyễn Phúc Chu, Vân Trường hầu Nguyễn Cửu Vân đem quân sang bình định đất Chân Lạp. Xong việc, để phòng giữ miền biên cảnh và vùng đất Mỹ Tho, được tạo lập và phồn vinh từ thời Dương Ngạn Địch (một võ tướng nhà Minh chạy sang xin thần phục Đại Việt thời chúa Nguyễn Phúc Tần) đến coi quản, Nguyễn Cửu Vân cho đắp một chiến lũy dài từ Thị Cai đến Bến Tranh. Bên ngoài lũy, ông còn cho đào một hào sâu rộng nối liền rạch Vũng Gù (Tân An) và rạch Mỹ Tho.
Sau một thời gian dài, con mương (hào) xưa vốn có nhiều khúc quanh co hẹp nhỏ, nay lại bị bùn cỏ tích tụ gây cạn lấp, thuyền lớn đi đến đây phải đợi nước lên đầy mới đi được, nhất là đoạn giáp nước tại chợ Thang Trông. Vì vậy, ngày 28 tháng Giêng (âm lịch) năm Kỷ Mão (1819), vua Gia Long đã sai quan trấn thủ Định Tường là Bửu Thiện hầu Nguyễn Văn Phong lo việc nạo vét và nới rộng dòng chảy này.
Theo sử liệu thì ngoài Nguyễn Văn Phong, còn sự trợ giúp của Phó tổng trấn Gia Định thành là Huỳnh Công Lý vài viên quan khác nữa  đã huy động 9.679 dân tráng trong trấn, chia làm ba tốp, thay nhau nạo vét. Dân phu làm thì được cấp cho mỗi người một quan tiền và một vuông gạo để chi dùng trong một tháng.
Công trình cải tạo con mương được tiến hành trong khoảng hơn ba tháng, khởi công ngày 23 tháng 2 năm 1819 và kết thúc ngày 28 tháng 5 năm 1819. Tính từ chợ Thang Trông qua Hóc Đồng (hay Hóc Đùn) đến bến Mỹ Tho thì chiều dài của kênh là 40 dặm rưỡi (khoảng 14km), rộng trung bình 15 thước ta (độ 6 m) và sâu trung bình 9 thước ta (3,50m).
Việc tâu lên, vua Gia Long khen ngợi và cho đặt tên là Bảo Định hà (sông Bảo Định), và cho phép Huỳnh Công Lý được dựng bia ghi công ở bên bờ kênh gần chợ Thang Trong. Năm Ất Tỵ (1835), vua Minh Mạng cho đổi tên lại là Trí Tường giang (sông Trí Tường), có tạc bia đá dựng nơi bờ sông thôn Phú Kiết. Đời vua Thiệu Trị, không rõ năm nào, lại đổi tên thành sông An Định. Đến khi quân Pháp sang xâm lấn Việt Nam, họ lại cho đổi tên là Arroyo de la Poste (kênh Bưu điện).
Tuy nhiên, người dân vẫn quen gọi là sông Bảo Định hay kênh Trạm (vì trên bờ sông có đặt trạm để chuyển công văn của triều Nguyễn và sau nữa là của Pháp).

## Thông tin thêm

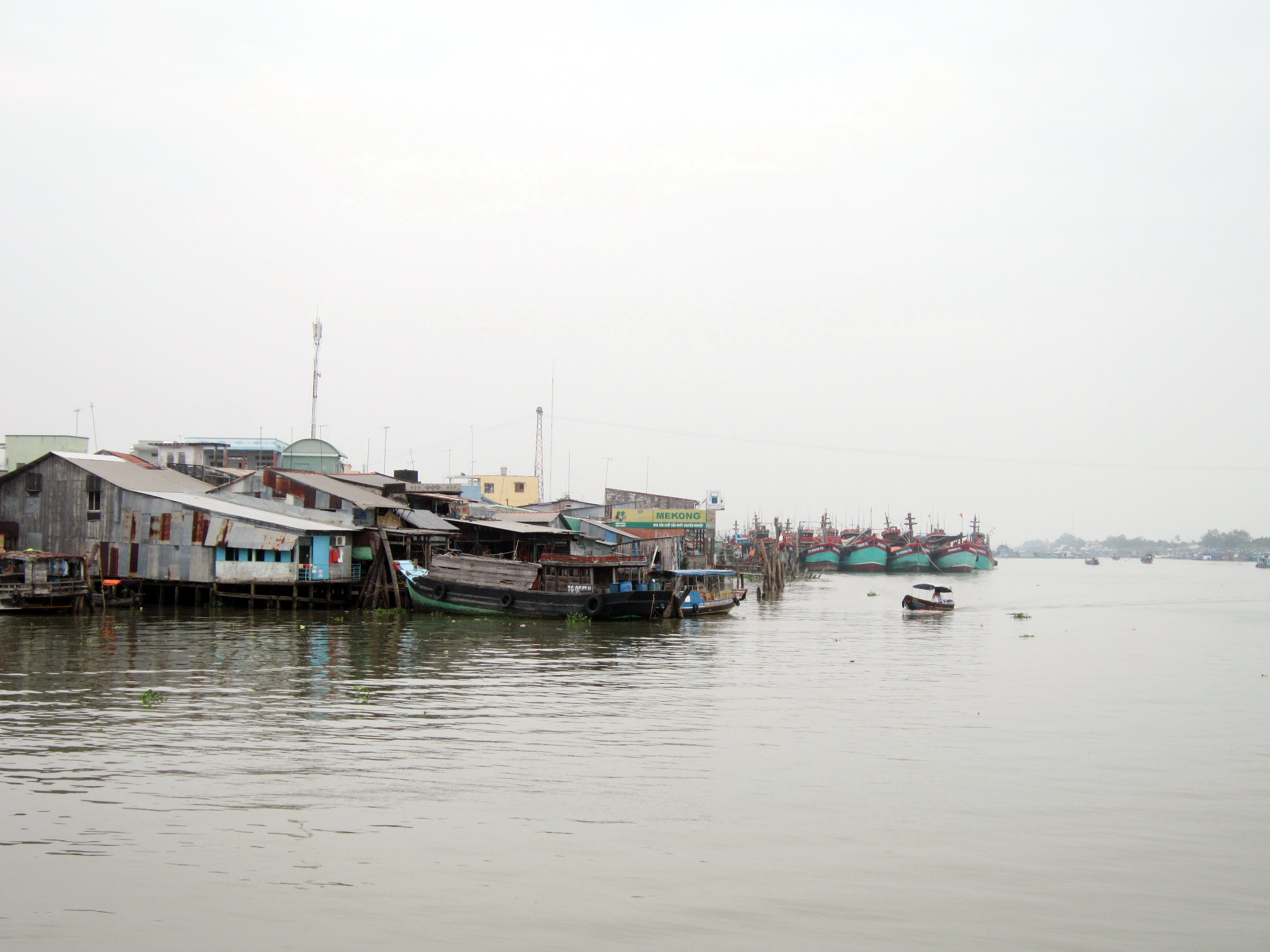
Chỗ sông Bảo Định tiếp giáp với sông Tiền ở thành phố Mỹ Tho

- Theo Trịnh Hoài Đức, thì lúc bấy giờ để có chỗ "đứng nhắm đo đạc địa thế", người ta cho dựng một cái thang cao, tục gọi là thang trông (tên chữ là Vọng Thê), và về sau nó trở thành địa danh: chợ Thang Trông ở xã Phú Kiết thuộc huyện Chợ Gạo[4]. Tuy nhiên, theo monographie thời Pháp thuộc thì cái tên này bắt nguồn từ "cái thang cao để trông chừng địch quân". Và nó (sách chuyên khảo này ghi là Thân Trong hay Thân Trọng) đã có từ thời chúa Nguyễn đánh nhau với quân Tây Sơn, nhưng có người lại cho rằng nó có từ khi giao chiến với quân Thổ (thời Nguyễn Cửu Vân?)[5].
- Đây là một trong số địa bàn hoạt động của nghĩa quân Thủ Khoa Huân, và là thủy lộ chính đã được quân Pháp sử dụng để đưa quân và tàu chiến đến đánh chiếm tỉnh Định Tường năm 1861 (xem trang Pháp đánh chiếm Định Tường). Bởi có vai trò quan trọng về quân sự và nhiều mặt khác nữa, năm 1867 (có tài liệu ghi là năm 1866), thực dân Pháp đã cho dùng chiếc xáng múc để nâng cấp dòng kênh, và nó lại trở thành là con kênh đầu tiên ở Nam Bộ được nạo vét bằng phương tiện cơ giới.
- Sông Bảo Định trở thành bút danh của một nhà thơ đất Nam Bộ, đó là Bảo Định Giang (1919-2005). Ông kể:

...Thủ Khoa Huân bị quân Pháp đóng gông chở đi bằng thuyền xuôi dòng Bảo Định đến Mỹ Tịnh An để hành quyết. Với lòng biết ơn sâu sắc, buộc tôi chọn cái tên Bảo Định Giang đặt làm bút danh của mình trước khi bước vào cuộc chiến kháng chiến. Đó là đêm giao thừa năm 1946...

## Sách tham khảo
- Trịnh Hoài Đức, Gia Định thành thông chí (bản điện tử)  Lưu trữ ngày 4 tháng 7 năm 2010 tại Wayback Machine
- Trần Trọng Kim, Việt Nam sử lược. Nhà xuất bản Tân Việt, Sài Gòn, 1968.
- Huỳnh Minh, Định Tường xưa. Nhà xuất bản Thanh Niên in lại năm 2001.
- Vương Hồng Sển, Tự vị tiếng nói miền Nam. Nhà xuất bản Thành phố Hồ Chí Minh, 1999.